# Aino Moravec
Aino Helena Eufrosyne Moravec, ogift Winkler, född 21 mars 1920 i Malmö, död 22 juli 2015, var en svensk översättare.
Moravec var dotter till redaktören Josef Winkler och Elina Paasivirta. Hon var 1944–1951 gift med reklammannen Lage Ekwall (1914–1993) och 1960 med Jean Moravec (1925–2014).